# 로버트 호프먼
로버트 호프먼(Robert Hoffman, 1980년 10월 21일 ~ )은 미국의 배우, 무용가이다.

## 출연 작품
- 아이즈 오브 페이스 (2018)
- 아마추어 나이트 (2016)
- 랩 댄스 (2014)
- 스페이스 스테이션 76 (2013)
- 테이크 미 홈 투나잇 (2011)
- 보이밴드 (2010)
- 버닝 팜스 (2010)
- 죽여주는 장례식 (2009, A Good Funeral)
- 다락방의 외계인 (2009)
- 양파 무비 (2008)
- 내셔널 람푼: 베그보이 (2008)
- 스텝 업 2 - 더 스트리트 (2008)
- 쉬룸스 (2006)
- 쉬즈 더 맨 (2006)
- 게스 후? (2005)
- 코치 카터 (2005)
- 유 갓 서브드 (2004)
- 갱스터 러버 (2003)
- 으랏차차 스모부 (1992)

### 텔레비전
- Vanished (2006)